# Ongnyong-dong
Ongnyong-dong (koreanska: 옥룡동) är en stadsdel i staden Gongju i provinsen Södra Chungcheong
i den centrala delen av Sydkorea, 125 km söder om huvudstaden Seoul.